# نفر به نفر
نفر به نفر (به انگلیسی: Person to Person) یک برنامه تلویزیونی محبوب در ایالات متحده است که اولین بار از سال ۱۹۵۳ تا ۱۹۶۱ پخش شد و دو قسمت دیگر پس از تلاش برای باز راه‌اندازی آن در سال ۲۰۱۲ روی آنتن رفت. ادوارد آر. مارو مجری اصلی از زمان شروع آن در سال ۱۹۵۳ تا ۱۹۵۹ بود و با افراد مشهور در خانه‌هایشان مصاحبه می‌کرد.
اگرچه مارو را بیشتر به عنوان گزارشگر برنامه‌هایی مانند «اکنون بشنو» و «اکنون ببین» و به خاطر به چالش کشیدن سناتور جوزف مک‌کارتی به یاد می‌آورند. در مورد نفر به نفر او پیشگام مصاحبه با افراد مشهور بود.
در تغییر نام CBSN به CBS News در سال ۲۰۲۲، دومین راه‌اندازی مجدد برای اجرا در این سرویس و به میزبانی نورا اودانل اعلام شد.